# Aeroportul New Castle
Aeroportul New Castle (IATA: ILG, ICAO: KILG, FAA LID: ILG) este un aeroport din Delaware, Statele Unite ale Americii ce deservește zona Wilmington. Aeroportul a fost tranzitat în 2019 de 1.114 pasageri.
Situat la o altitudine de 24 m, aeroportul dispune de 3 piste. Este operat de Delaware River and Bay Authority⁠(d).

## Infrastructură

### Piste
Aeroportul dispune de 3 piste: 
- pista 01/19 din asfalt, cu dimensiunile 7.012 picioare × 150 picioare
- pista 09/27 din asfalt, cu dimensiunile 7.275 picioare × 150 picioare
- pista 14/32 din asfalt, cu dimensiunile 4.602 picioare × 150 picioare